# 小出英勝
小出 英勝（こいで ふさかつ、慶安3年9月16日〈1650年10月11日〉  - 享保4年1月22日〈1719年3月12日〉）は江戸時代中期の江戸幕府旗本寄合席。出石藩主家小出氏の分家。幼名は百助。通称は縫殿。諱は英勝。父は保科正英。弟は保科正静。母は井上庸名（淡路守）の女。正室は大岡清重（備前守）の女。実子は娘3人。養子は小出英連（松平定寛（助太夫）5男、助四郎）。

## 生涯
祖父の小出吉英（正英の実父）の養子となり、寛文6年（1666年）5月14日に祖父が隠居すると、但馬国気多郡の内1000石を分知されて旗本寄合席となり、同年5月28日に徳川家綱に初お目見えを得る。天和3年（1683年）に刊行された武鑑の寄合に「千石　小出縫殿」との記載がある。
実子に男子がおらず、宝永7年（1710年）4月26日に養子の英連に家督を譲って隠居。享保4年（1719年）に死去。享年70。葬所は麻布の天真寺。